# あなたのその笑顔はいいヒントになる
「あなたのその笑顔はいいヒントになる／太陽」（あなたのそのえがおはいいヒントになる／たいよう）は、植村花菜の7枚目のシングルで、両A面シングルである。

## 収録曲
1. あなたのその笑顔はいいヒントになる
（作詞：いしわたり淳治 作曲：植村花菜 編曲：松岡モトキ、阿部尚徳）
2. 太陽
（作詞・作曲：小林建樹 編曲：松岡モトキ、阿部尚徳）
3. 虹色の風
（作詞・作曲・編曲：植村花菜）

## 楽曲エピソード
- 「あなたのその笑顔はいいヒントになる」はそれまでの曲とは違い、詞を元SUPERCARのギタリストでチャットモンチーをプロデュースしているいしわたり淳治に依頼した。出来上がった曲は違和感なく仕上がったという。
- 「太陽」は、19歳の頃に一番良く聴いていたアーティストで大ファンであった小林建樹に「曲、書いてください」と頼んで作られた。小林はそれまでの植村のシングル、アルバムを全部聴き、インタビュー記事を全部読んでイメージを作り上げて完成させたという。出来上がった曲を聴いた植村の感想は「わたしのことを歌った曲だ」。
- 「虹色の風」は「花菜」にも収録されているが、こちらはシンプルなギター弾き語りである。
- PVは千葉県の採掘場で撮影された。当日は目も開けてられないほどの強風だった。砂漠のような風景にひときわ目立つのは、大きな銀色のキャンピングカーで、エアストリーム・サファリ (AIRSTREAM SAFARI) という車である。終わり近く、洞窟のような場所で手袋、眼鏡をして電動ブレーカーで穴を掘るシーンがある。歌詞の中に出てくるモグラとかけたものと思われる。
- 作曲のクレジットが、「花菜」から「植村花菜」に変わっている。
- 2007年10月4日『ぴあ』CD満足度ランキングで9位を獲得。[1]